# Далла Торре, Карл Вильгельм фон
Карл Вильге́льм фон Да́лла То́рре (нем. Karl Wilhelm von Dalla Torre, 14 июля 1850, Кицбюэль, Австрия — 6 апреля 1928, Инсбрук, Австрия) — австрийский ботаник и энтомолог.

## Биография
Окончил курс в Инсбрукском университете.
В 1874—1895 годах состоял учителем гимназии в Эгере, Линце и Инсбруке.
В 1895 году был избран профессором зоологии в Инсбрукском университете.
В области энтомологии Далла Торре работал преимущественно над систематикой и фаунистикой перепончатокрылых. Поставив себе задачей написать полный систематический каталог всех известных видов этого отряда, Далла Торре издал труд, который можно считать лучшим научным произведениям этого рода как по полноте, так и удобному распределению содержимого.
Из многочисленных работ Далла Торре назовём:
- «Die Duftapparate der Schmetterlinge» («Kosmos», т. 17);
- «Die Fauna von Helgoland» (Иена, 1890);
- «Die Zoocecidien und Cecidozoen Tirole und Vorarlbergs» («Ber. med. naturw. Ver.», Инсбрук, 1894);
- «Synonymischer Katalog der europäischen Sammelienen» («Entom. Nachr.», 1895);
- «Gattungen und Arten der Apterygogenea» (Инсбрук, 1895);
- «Catalogus Hymenopterorum hucusque descriptorum systematisas et synonymicus» (т. Ι — Χ, Лейпциг, 1894—1900.